# The Big Lift
The Big Lift is een Amerikaanse dramafilm uit 1950 onder regie van George Seaton. Destijds werd de film in Nederland uitgebracht onder de titel De gevierendeelde stad.

## Verhaal
In 1948 blokkeren de Sovjets alle toegangswegen naar Berlijn om de westerse geallieerden uit de stad te verdrijven. De Amerikanen openen een luchtbrug om West-Berlijn te kunnen blijven bevoorraden. Sergeant Danny MacCullough wordt daarbij verliefd op de Duitse oorlogsweduwe Frederica Burkhardt. Hij komt erachter dat het leven in de verwoeste stad nog steeds bijzonder zwaar is.

## Rolverdeling
| Acteur               | Personage            |
| -------------------- | -------------------- |
| Montgomery Clift     | Danny MacCullough    |
| Paul Douglas         | Hank Kowalski        |
| Cornell Borchers     | Frederica Burkhardt  |
| Bruni Löbel          | Gerda                |
| O.E. Hasse           | Stieber              |
| Dante V. Morel       | Dante V. Morel       |
| John R. Mason        | John R. Mason        |
| Gail R. Plush        | Gail R. Plush        |
| Mack Blevins         | Mack Blevins         |
| William A. Stewart   | William A. Stewart   |
| Alfred L. Freiburger | Alfred L. Freiburger |
| Gerald Arons         | Gerald Arons         |
| James Wilson         | James Wilson         |
| Richard A. Kellogg   | Richard A. Kellogg   |
| Roy R. Steele        | Roy R. Steele        |
| James H. Blankenship | James H. Blankenship |
| Harold E. Bamford    | Harold E. Bamford    |
| D.R. Simmons         | D.R. Simmons         |
| O.B. Schultz         | O.B. Schultz         |
| Andrew Shamlee       | Andrew Shamlee       |
| Elbert Garrett       | Elbert Garrett       |
| William Pierson      | William Pierson      |
| Donald R. Neild      | Donald R. Neild      |
| Herman Dornbusch     | Herman Dornbusch     |
| William L. Davenport | William L. Davenport |
| William J. Hardiman  | William J. Hardiman  |
| Donald W. Keniston   | Donald W. Keniston   |
| T.F. Lancer          | T.F. Lancer          |
| Harry Pretty         | Harry Pretty         |
| R.L. Hetzel          | R.L. Hetzel          |
| John T. Mitchell     | John T. Michell      |
| Werner T. Michau     | Werner T. Michau     |
| Harry Holt           | Harry Holt           |
| C.C. Hurt            | C.C. Hurt            |
| Ray Tyler            | Ray Tyler            |
| William Thompson     | William Thompson     |
| Richard O'Malley     | Richard O'Malley     |
| Lyford Moore         | Lyford Moore         |